# غوردون تومسون جونيور
غوردون تومسون جونيور (بالإنجليزية: Gordon Thompson, Jr.)‏ هو قاضي ومحامي أمريكي، ولد في 28 ديسمبر 1929 في سان دييغو في الولايات المتحدة، وتوفي بنفس المكان في 5 يوليو 2015.